# Austria ai Giochi della XVII Olimpiade
L'Austria partecipò ai Giochi della XVII Olimpiade che si sono svolti a Roma dal 25 agosto all'11 settembre 1960, con una delegazione di 103 atleti impegnati in quindici discipline per un totale di 81 competizioni. Portabandiera alla cerimonia di apertura fu il canoista Herbert Wiedermann, alla sua terza Olimpiade, già vincitore di due medaglie di bronzo nelle due edizioni precedenti.
Per la squadra austriaca, sempre presente ai Giochi con la sola eccezione di Anversa 1920, il bottino fu di una medaglia d'oro e una d'argento.

## Medagliere

### Per discipline
| Sport       | Oro | Argento | Bronzo | Totale |
| ----------- | --- | ------- | ------ | ------ |
| Tiro        | 1   | 0       | 0      | 1      |
| Canottaggio | 0   | 1       | 0      | 1      |
| Totale      | 1   | 1       | 0      | 2      |

### Medaglie
| Medaglia | Atleta                          | Sport       | Evento                           |
| -------- | ------------------------------- | ----------- | -------------------------------- |
| Oro      | Hubert Hammerer                 | Tiro        | Carabina 300 metri tre posizioni |
| Argento  | Alfred Sageder Josef Kloimstein | Canottaggio | Due senza maschile               |